# Ciutadans de Pego-Independents
Ciutadans de Pego-Independents (CdP-I) (Ciudadanos de Pego-Independientes, en castellano) es un partido político fundado en el municipio de Pego (Alicante, España) y presidido por Juan Rafael Moratal Sendra después de la escisión del Partido Popular de Pego, tras las discusiones internas por el anterior alcalde de la población, Carlos Pascual, entre sus defensores y sus detractores. Desde 2013 forma parte del partido de ámbito autonómico Demòcrates Valencians, del que Carmel Ortolà es coordinador general.
Presentándose a las elecciones municipales de 2007, ha sido la segunda fuerza más votada, a la cabeza del alcalde de 2003, el ex-popular José Carmelo Ortolà.
Se define como un partido de centro, con gente joven que defiende el humanismo, la educación y el civismo, "perdido en los últimos tiempos". 
Con 1679 votos en 2011, lo que representa un 25,15% de los mismos, es la segunda fuerza política de la población, tras el PP. Hasta julio de 2013 regentó la alcaldía gracias a un gobierno en coalición con el PSPV-PSOE.